# Гейне-Вагнер, Жермена Леопольдовна
Жермена Леопольдовна Гейне-Вагнер (Хейне-Вагнере) (латыш. Žermēna Heine-Vāgnere; 1923 —  2017) — советская, латышская оперная певица (сопрано), педагог. Народная артистка СССР (1969).

## Биография
Родилась 23 июня 1923 года в Риге.
В 1950 году окончила Латвийскую консерваторию (ныне Латвийская музыкальная академия имени Язепа Витола).
В 1950—1975 годах — солистка Государственного театра оперы и балета Латвийской ССР (ныне Латвийская национальная опера).
Активно выступала как концертная певица.
Гастролировала по городам СССР и за рубежом (Югославия, Румыния, Болгария, Венгрия, Исландия, Финляндия, Польша, ГДР).
Преподавала в Латвийской консерватории. Почётный профессор Латвийской музыкальной академии имени Я. Витола (2000).
Депутат Верховного Совета Латвийской ССР 5-го созыва.
Умерла 7 декабря 2017 года в Риге и была кремирована по её завещанию.

### Семья
- Муж — Николай Вагнерс, архитектор.

## Награды и звания
- Заслуженная артистка Латвийской ССР (1954)
- Народная артистка Латвийской ССР (1956)[2]
- Народная артистка СССР (1969)
- Государственная премия Латвийской ССР (1957)
- Орден Трудового Красного Знамени (1956)
- Командор ордена Трёх звёзд (1995)
- Золотая медаль конкурса вокалистов Всемирного фестиваля молодёжи и студентов в Варшаве (1955)
- Большая музыкальная награда Латвии (2001) — за пожизненный вклад.

## Партии
- 1950, 1967 — «Сельская честь» П. Масканьи — Сантуцца
- 1951 — «Дубровский» Э. Ф. Направника — Маша
- 1952 — «Евгений Онегин» П. И. Чайковского — Татьяна
- 1953 — «Мазепа» П. И. Чайковского — Мария
- 1953 — «Аида» Дж. Верди — Аида
- 1954 — «Сказки Гофмана» Ж. Оффенбаха — Джульетта
- 1954 — «К новому берегу» М. О. Зариньша — Анна
- 1955 — «Франческа да Римини» С. В. Рахманинова — Франческа
- 1955 — «Сказание о невидимом граде Китеже и деве Февронии» Н. А. Римского-Корсакова — Феврония
- 1956 — «Тоска» Дж. Верди — Тоска
- 1957 — «Девушка с Запада» Дж. Пуччини — Минни
- 1958 — «Зелёная мельница» М. О. Зариньша — Иова
- 1961 — «Война и мир» С. С. Прокофьева — Наташа
- 1962 — «Долина» Э. д’Альбера — Марта
- 1963 — «Валькирия» Р. Вагнера — Брунгильда
- 1963 — «Укрощение строптивой» В. Я. Шебалина — Катарина
- 1964 — «Богема» Дж. Пуччини — Мими
- 1964 — «Питер Граймз» Б. Бриттена — Эллен
- 1966 — «Пиковая дама» П. И. Чайковского — Лиза
- 1969 — «Саломея» Р. Штрауса — Саломея
- 1970 — «Летучий голландец» Р. Вагнера — Сента[3]
- «Банюта» А. Калныньша — Банюта
- «Огонь и ночь» Я. Медыньша — Спидола
- «Принцесса Гундега» А. П. Скулте — Гундега
- «Отелло» Дж. Верди — Дездемона
- «Дон Карлос» Дж. Верди — Елизавета
- «Трубадур» Дж. Верди — Леонора
- «Травиата» Дж. Верди — Виолетта
- «Тангейзер» Р. Вагнера — Венера
- «Лоэнгрин» Р. Вагнера — Ортруда
- «Фиделио» Л. ван Бетховена — Леонора
- «Макбет» Дж. Верди — Леди Макбет
- «Бал-маскарад» Дж. Верди — Амелия
- «Турандот» Дж. Пуччини — Турандот
- «Манон Леско» Дж. Пуччини — Манон Леско
- «Осуждение Фауста» Г. Берлиоза — Маргарита
- Сопрановые партии в 9-й симфонии Л. ван Бетховена, «Реквиеме» Дж. Верди.